# 虚亭岸帻图
《虚亭岸帻图》，为明朝画家唐寅（1470年-1523年）所作设色绢本。曾是近现代书画家、收藏家丁念先之旧藏。

## 简介
画卷长231.3厘米，宽31.5厘米（约合长91.1英寸，宽12.4英寸）。上有题识：“山雨滴空翠，微风摇嫩青。幽人有高致，岸帻坐虚亭。吴越唐寅。”卷首及卷尾盖有诸多鉴藏印。画卷以无锡安氏西林的景致为创作蓝本，描绘了作者本人前往无锡拜访好友安国的场景。画卷中央虚亭中穿红衣戴官帽伫望桥上儒生者即为安国。根据画卷上藏印内容得知该画卷经由安国、何良俊、裴伯谦、徐小圃、丁念先递藏。

## 鉴藏印
画卷上盖有多枚鉴藏印：桂坡安国赏鉴、广长暗主、何氏元朗、清森阁书画印、裴氏世宝、裴氏壮陶阁藏、睫暗宝此过于明珠骏马、小圃所藏、云根阁藏、李干初藏、郑氏惜墨斋书画印、念圣楼收藏书画记、念圣楼书画记。

## 现状
1961年4月，于国立台湾博物馆参展“念圣楼读画小记”。

1981年春节，于国立台湾历史博物馆参展“明季四大家专题展”。

2020年8月，现身于“中国嘉德2020春季拍卖会”。